# Thới Quản
Thới Quản là một xã thuộc huyện Gò Quao, tỉnh Kiên Giang, Việt Nam.

## Địa lý
Xã Thới Quản nằm ở phía tây huyện Gò Quao, có vị trí địa lý:
- Phía đông giáp xã Thủy Liễu
- Phía tây giáp huyện Châu Thành
- Phía nam giáp huyện U Minh Thượng và huyện An Biên
- Phía bắc giáp huyện Giồng Riềng và huyện Châu Thành.

Xã Thới Quản có diện tích 54,64 km², dân số năm 2020 là 16.269 người, mật độ dân số đạt 298 người/km².

## Hành chính
Xã Thới Quản được chia thành 10 ấp: Hòa Bình, Hòa Lễ, Khương Bình, Thới Bình, Thới Đông, Thới Khương, Thới Trung, Thu Đông, Xuân Bình, Xuân Đông.

## Lịch sử
Sau năm 1975, Thới Quản là một xã thuộc huyện Gò Quao.
Ngày 27 tháng 9 năm 1983, Hội đồng Bộ trưởng ban hành Quyết định số 107-HĐBT về việc chia xã Thới Quản thành 2 xã lấy tên là xã Thới Quản và xã Thới An.